# 和久田哲也
和久田 哲也 (わくだ てつや、Tetsuya Wakuda、1959年6月18日 - )は、日本の静岡県浜松市出身、オーストラリア国籍の料理人。一般社団法人全日本・食学会理事。オーストラリア・シドニーにあるレストラン「Tetsuya's」（テツヤズ）は2018年にTeoh familyniに売却し経営から離れたという。売却金額は5300万豪ドルであった。しかし殆どが市内中心部不動産としての価値であろう。シンガポールにあるレストラン「Waku Ghin」（ワクギン）のオーナーシェフ。「Tetsuya's」はオーストラリアのみならず国際的にも知られていた高級レストランのひとつであった。和久田の料理は「フレンチ・ジャパニーズ」と形容される。

## 経歴

### 幼少期
1959年に静岡県浜松市に生まれた。叔父は浜名湖で貸船漁を営んでおり、幼少時には浜名湖のカキ棚でハゼを釣ったり、沿岸の魚市場で新鮮な魚介類を見て回ったりした。母方の祖父は宮城県でアワビ漁を営んでおり、夏休みに祖父の家を訪れると毎朝のようにアワビを食べ、寿司屋に行くのを楽しみにしていた。ガンスミスを志しており、大学では両親に黙って射撃の勉強を行う。卒業後に日本を出るために、大学時代には必死でアルバイトして渡航費を貯めた。

### 渡豪
大学卒業直後の1982年5月、22歳の時にはシンガポール経由でオーストラリアを訪れた。両親の反対を押し切って、今日のワーキングホリデーで渡豪している。英語学校の紹介を依頼した不動産業者にレストランを紹介され、シドニー東部郊外のサリー・ヒルズにある「フィッシュワイヴス」で皿洗いのアルバイトをはじめる。人手が足りない時に魚を捌くように指示されたことがきっかけで、調理のアシスタントの仕事を任されるようになった。その後、マネージャーの伝手でフランス料理の「キンセラ」に移り、「オーストラリア料理界の父」トニー・ビルソン(Tony Bilson)に古典的フランス料理の基礎を教わった。市場でオーストラリアの食材について学び、店の倉庫にあった食材で研究を行った。
「キンセラ」のヘッドウェイターだったショーン・ドゥイエーとともに、27歳だった1987年には5,000ドルの資金で独立。コーヒーショップだった建物を改装し、「アルティモズ」を立ち上げた。開業に際して25,000ドルの借金をしており、不安定な経営状態から店を閉めることも検討していたが、開店から1年ほどしてサンデー・ヘラルド紙に取り上げられたことで客足が伸び、連日満席の人気店となった。

### Tetsuya's開店
「アルティモズ」のウェイターがアイルランドに帰国することになったため、29歳だった1989年にはシドニー西部郊外のロゼールにある建物を丸ごと購入して『Tetsuya's』を開店させた。開業費用の約95%は借金であり、店名を書いた看板すらなかった。座席数はわずか36席、厨房はストレッチリムジンの内部より小さいと書かれたこともある。キッチンの熱を逃すためにレストランのドアを開ける必要があり、客は冬季でもコートを着て食事をしなければならず、化粧室に行くにはいったん店の外に出なければならなかった。当初のコース料理は前菜、メイン、デザートの3品というシンプルな構成である。開業資金のために部屋を引き払ったため、店の階段下で寝泊まりしていた。
開店当初のメニューの一例
- 豚肉と鴨のレバーと豚足のブーダン、ポルトワインとマスタードのソース
- 鴨の胸肉のグリル、鴨のソーセージ添え、セージとオレンジとしょうがの風味
- うずらのフライの温かいサラダ、米酢とレモン酢のヴィネグレット

開店から1年半ほどは赤字が続いたが、新聞にレストラン評が掲載されたことがきっかけで人気が高まる。開業当初の約3年間は酒類販売免許を所有しておらず、ワインの持ち込みが可能なレストランだった。1995年以後に酒類販売免許を取得し、現在はオーストラリア産ワイン（6割）を中心にして、フランスワイン、イタリアワイン、アメリカ産ワインと約2万本のストックを持つ。1992年にはオーストラリア版ミシュランガイドとも呼ばれる『SMHグッド・フード・ガイド』で最高評価の3つ帽を得て、欧米の一流シェフから注目を集めるようになった。

### Tetsuya's移転後

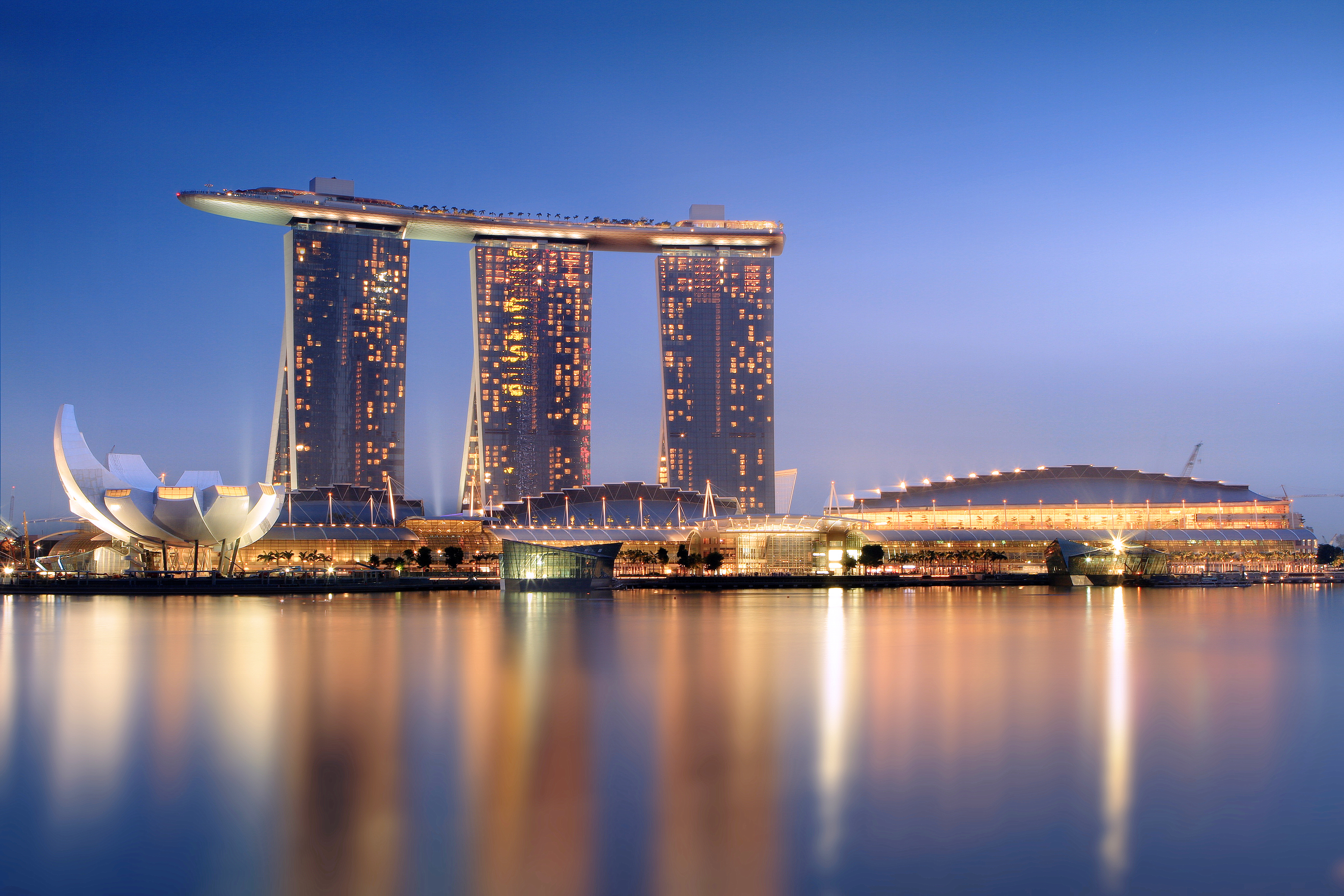
「Waku Ghin」が入居するシンガポールのマリーナベイ・サンズ

1999年にはオーストラリア国籍を取得し、1999年末にはシドニーの中心業務地区(CBD)内のケント・ストリート(Kent Street)にある建物を購入。この建物は日本の商家を模した2階建の日本建築であり、レストラン「サントリー」を経営していた日本企業のサントリーが手放したものだった。約1,000坪の土地・延床面積4,600m2の広い建物であり、和久田は移転時に数億ではきかないほどの投資を行っている。フロアには120席があり、キッチンに26人、フロアに24人のスタッフを抱える規模となった。このレストランには日本庭園があり、滝や植栽を眺めながら料理を楽しむことができる。
『Tetsuya's』に飾られている彫刻作品は、メルボルンを拠点とする彫刻家のAkio Makigawa（牧川明夫）が1999年に製作した作品である。予約客で席が埋まっていたためトム・クルーズの来店を断ったというエピソードがある。2000年には和久田の料理の写真や解説が掲載された料理本『Tetsuya』を出版しており、2005年には日本語訳である『Tetsuya: シドニーテイスト』が刊行された。
2007年には日本酒造青年協議会が日本酒文化の発信のために取り組んでいる「酒サムライ」（日本酒の親善大使）に叙任された。2010年にはシンガポールのホテル「マリーナベイ・サンズ」に、2軒目のレストラン「Waku Ghin」（ワクギン）を開店させた。2015年には「アジアのベストレストラン50」の選出に携わっている300人以上のレストラン業界関係者による投票によって、ダイナーズ・クラブ生涯功労賞を受賞した。

## 特徴

オーシャントラウトの養殖に成功したタスマニア島

### 食材
オーストラリアは食材の輸入を厳しく制限していることもあって、「Tetsuya's」の主要な食材はすべてオーストラリア産である。1970年代から1980年代のオーストラリアは世界各地から移民を受け入れ、様々な国の食文化が融合して独特の食文化を生み出していった。和久田が渡豪した1980年代前半、オーシャントラウトはサーモンの代用品でしかなかったが、和久田がタスマニア島の生産者に対してトラウトの年間供給を働き掛け、6年をかけて養殖を成功させた。トラウトをオイルに漬けてマリネしてから、油脂の中で低温で加熱するコンフィを行い、刻んだ塩昆布を乗せたものが「オーシャントラウトのコンフィ」である。この料理は世界でもっとも頻繁にメディアに取り上げられた料理だとされることもある。この功績が評価され、和久田はタスマニア州の農業親善大使を務めている。
タスマニア島の農家に日本原産のワサビの栽培を依頼するなど、オーストラリアで入手しづらい食材の現地生産を要請することもある。かつてシイタケはオーストラリアに存在しなかったが、菌類の研究者に栽培を依頼した結果、その研究者は大学を辞してシイタケ栽培農家となった。食材の安定した供給を実現するために、黒トリュフの栽培をイタリアで事業化し、グレート・バリア・リーフでスパナクラブの加工会社を立ち上げている。「タスマニア産のパシフィックオイスター」に使用していた米酢ベースのドレッシングが好評だったため、2002年には「フォー・オイスターズ」という名称で商品化した。
和久田の料理は「洋をベースに和のテイストを加えた料理」、「フレンチ・ジャパニーズ」、「フランス料理と日本料理の融合」などと表現される。和久田は自身の味覚の原点を「母親が毎日作った和食」であるとしている。伝統的な日本料理を学んだ経験がなく、米酢、昆布だし、醤油、西京味噌、実山椒など日本独自の調味料を大胆に用いている。見栄えをよくするためだけに皿をエディブル・フラワー（食用花）やエスプーマ（ムース状の泡）で飾り付けることはしない。

### 料理
菜食主義者やアレルギー保持者に対しても最大限の努力を行っており、菜食主義者に向けて考案した「トマトと紅茶のコンソメ」は雁屋哲の漫画『美味しんぼ』でも紹介された。友人のフェラン・アドリアは和久田の「アカザエビの海水&レモン入りオリーブオイル」に惚れ込んでいる。
「Tetsuya's」ではゲストがメニューから料理を選ぶのではなく、シェフのお任せ料理を提供している。1回のディナーは12-13皿で構成され、食事時間が4時間に及ぶこともある。「Tetsuya's」の閉店時間は午前1時（25時）である。最初の一皿目は「タスマニア産のパシフィックオイスターと米酢としょうがのヴィネグレット」が定番であり、「Waku Ghin」でもこの料理を提供している。「Waku Ghin」は午後5時半と午後8時半の2交代制を採用している。

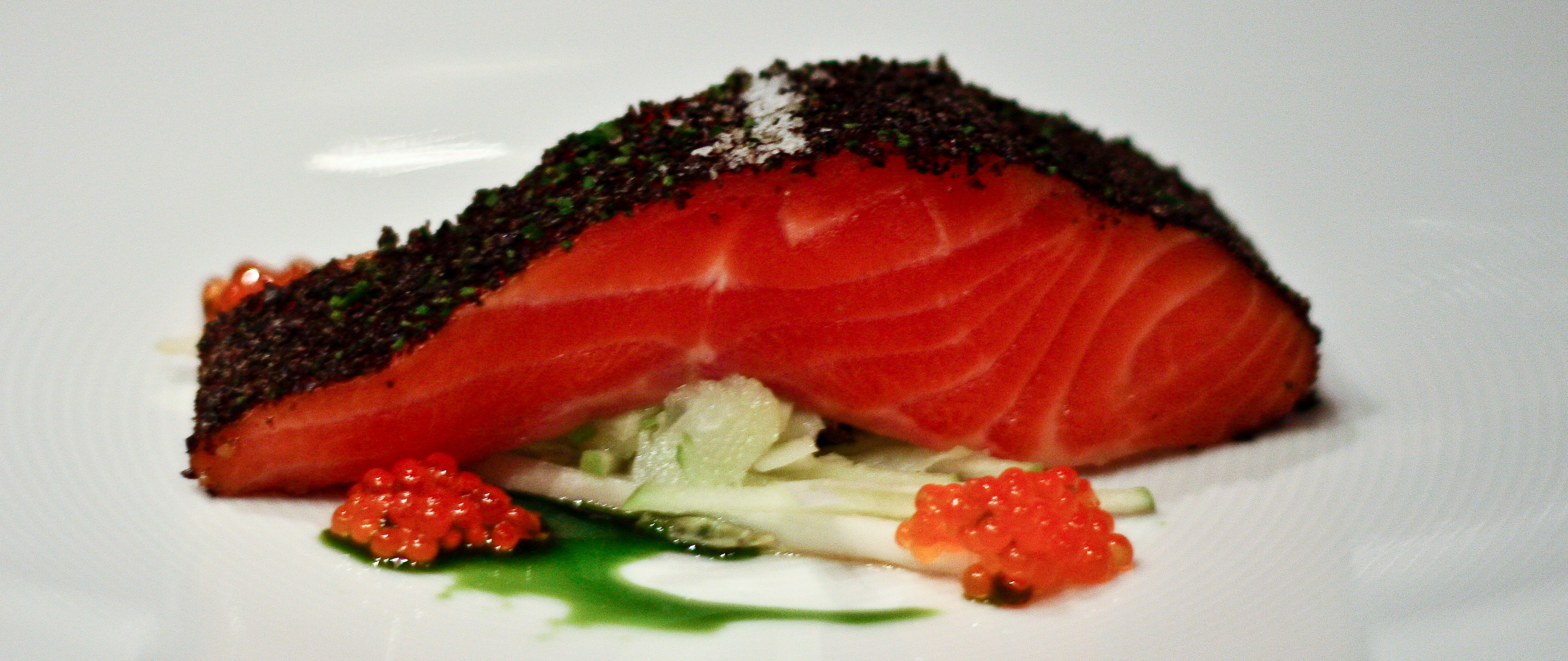
「Tetsuya's」の看板メニューである「オーシャントラウトのコンフィ」

「Tetsuya's」のある日のコース料理
1. 「タスマニア産のパシフィックオイスターと米酢としょうがのヴィネグレット」
2. 「セイボリー・カスタードのアヴルーガキャビア」
3. 「タイのカルパッチョ、煎り酒のドレッシング」
4. 「マリネしたオーストラリア産アカザエビとウォールナットオイルと玉子」
5. 「オーシャントラウトのコンフィ、セロリ、ウィトロフ、リンゴ、生のオーシャントラウトの卵」
6. 「ローストしたモートン湾のウチワエビ、煮込んだオックステール」
7. 「紅茶でスモークしたウズラの胸肉、パースニップ、イカ」
8. 「ひな鶏と冬瓜のブレゼ、イベリコ豚のコンソメ」
9. 「ゆっくり火を入れた牛カルビ、ローストした西洋ゴボウとトリュフ」
10. 「バジルのスープ、アップルグラニータとミント」
11. 「ブルーチーズとバニラビーンズのババロア、梨と貴腐ワインのゼリー」
12. 「テツヤズ特製チョコレートケーキ」
13. 「プチフール」

## 評価

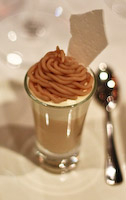
「Tetsuya's」のモンブラン

2002年にはアメリカン・エキスプレスによって「シドニー最高のレストラン」に選ばれた。2004年にはイギリスのレストラン誌によって「オーストラリア最高のレストラン」に選ばれた。
フランスのニュース雑誌クーリエ・アンテルナショナル誌は、アラン・デュカス（ルイ・キャーンズなど）、フェラン・アドリア（エル・ブジ）、和久田を世界三大シェフに選んだ。オーストラリア人料理評論家のマシュー・エバンズ(Matthew Evans)は「ヨーロッパのような食の歴史がないオーストラリアは、真っ白いキャンバスのようなもの。シドニーだからこそテツヤは開花した」と評する。

### 世界のベストレストラン50
イギリスのレストラン誌は2002年から「世界のベストレストラン50」を発表しており、初年度の2002年には「Tetsuya's」が10位に選ばれた。2005年には4位となって初めて一桁順位を記録し、2006年と2007年には5位、2008年には9位で一桁順位をキープした。2013年には「Waku Ghin」が68位となって初めて順位表に掲載され、2015年にも70位となった。
「Tetsuya's」
- 2002年 10位
- 2003年 37位
- 2004年 13位
- 2005年 4位
- 2006年 5位
- 2007年 5位
- 2008年 9位

- 2009年 17位
- 2010年 38位
- 2011年 58位
- 2012年 76位
- 2013年 圏外
- 2014年 圏外
- 2015年 圏外

「Waku Ghin」
- 2012年 39位
- 2013年 68位
- 2014年 圏外
- 2015年 70位

### アジアのベストレストラン50
レストラン誌は2013年に「アジアのベストレストラン50」の選出を開始した。初年度の2013年には「Waku Ghin」が11位となり、2014年には7位、2015年には9位、2016年には6位となっている。
「Waku Ghin」
- 2013年 11位
- 2014年 7位
- 2015年 9位
- 2016年 6位

### SMHグッド・フード・ガイド
ミシュランガイドはオーストラリア版を作成していない。シドニー・モーニング・ヘラルド紙が刊行している『SMHグッド・フード・ガイド』はオーストラリア版ミシュランガイドと称されることもあり、3つ帽（最高評価）から1つ帽の順に帽子の数で評価を行っている。1992年の「Tetsuya's」は3つ帽に選ばれ、2010年まで3つ帽を維持した。2010年に3つ帽に選ばれたレストランはわずか6軒であり、2010年にはピープルズ・チョイス賞を受賞した。
2011年には2つ帽に降格となり、このことは驚きをもって報じられた。SMHグッド・フード・ガイドの編集者であるテリー・デュラックは「いまだにとても良いレストランであることに疑いはない。レストラン自体はほとんど変化していない。しかし、周囲の世界が大きく変わった。Tetsuya'sで食事しても、以前のような刺激や驚きを感じることはない」と語った。同じく編集者のジョアンナ・サヴィルは、「（3つ帽から2つ帽に降格させることは）簡単な決定ではなかった。この結論に達するまでに慎重な議論を行った。テツヤはいまだに偉大なシェフであり、我々はシドニーのレストラン界で彼がこれまでに成し遂げたこと、彼がこれから続けていくことを称賛し続ける」と語った。この年には「Tetsuya's」を含めて3軒のレストランが3つ帽から2つ帽に陥落しており、3つ帽を得たのは「est.」「Marque」「Quay」のわずか3軒だった。
- 1992年版-2010年版 3つ帽[33]
- 2011年版-2016年版 2つ帽[33]